# アオルソイ

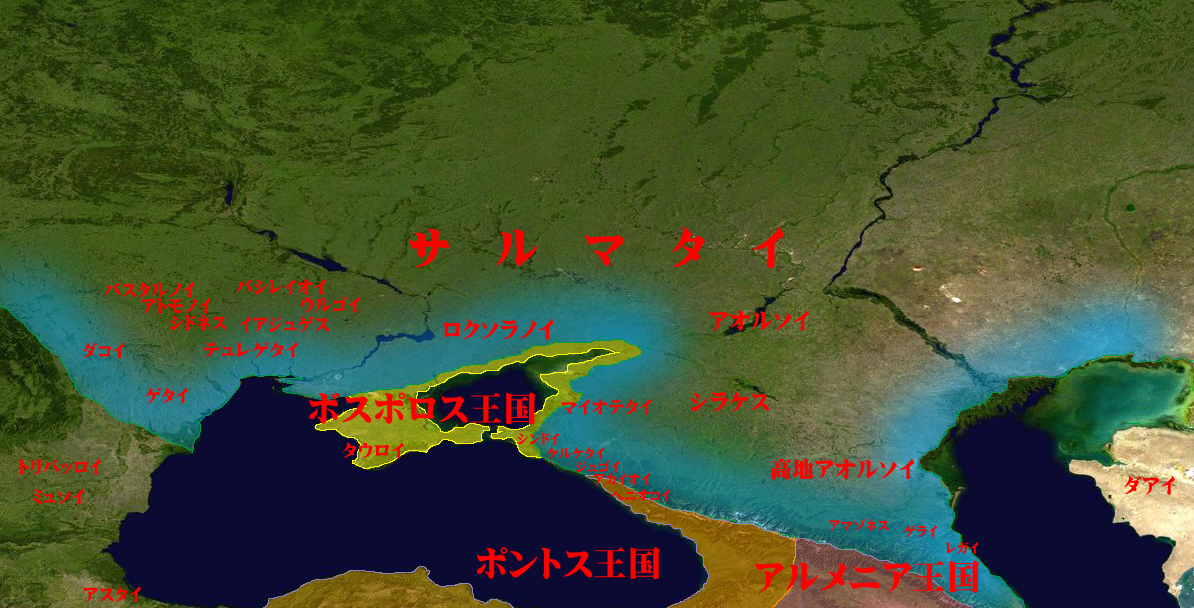
紀元前1世紀頃のアオルソイの位置。

アオルソイ（ギリシア語：Αορσοι，Alanorsi）は、かつてカスピ海の西部に存在した遊牧民族。アオルシ，アオルシーとも言い、紀元前1世紀にその存在が確認されている。また、中国史書に出てくる奄蔡（えんさい、拼音：Yǎncài）はその転写であると思われる。後のアラン

## 居住地

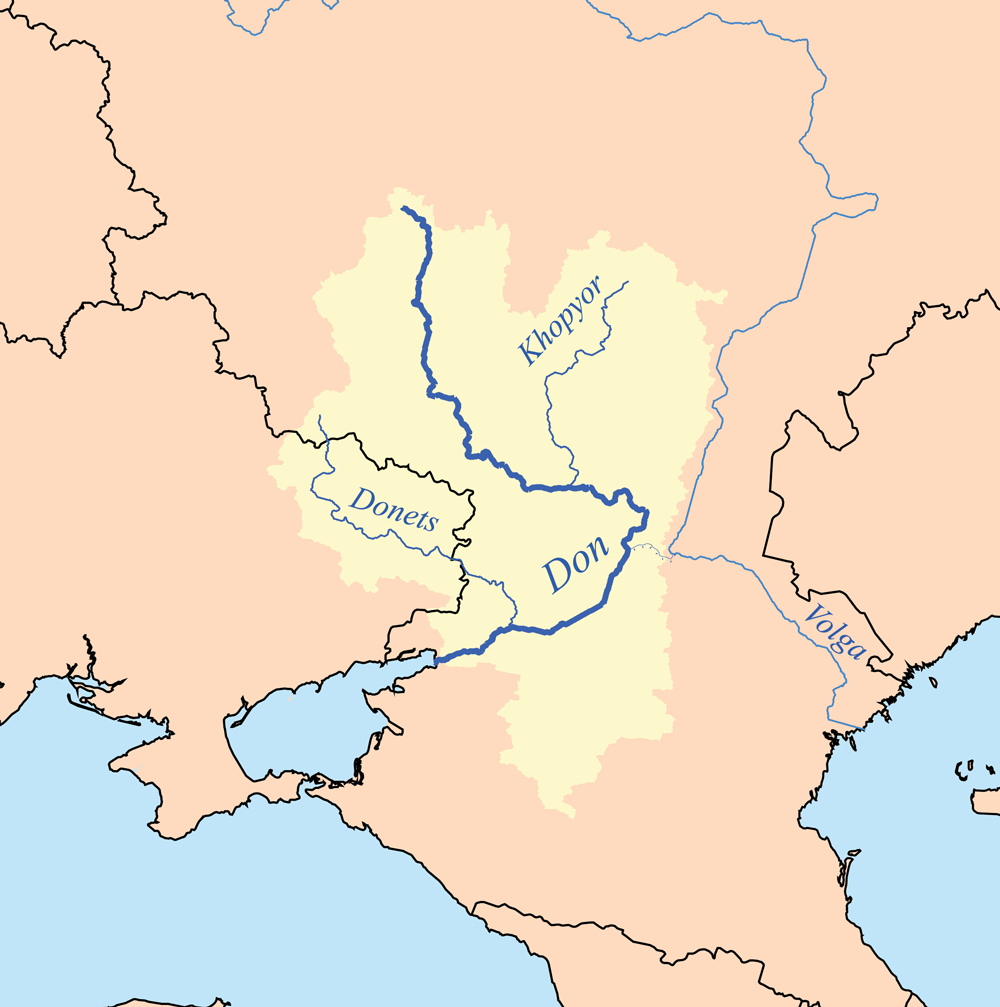
ドン川流域

アオルソイの居住地はストラボンが『地理誌』に記すように「マイオティス湖（アゾフ海）とカスピア海（カスピ海）の間の地方」であり、現在のロシア連邦南部連邦管区にあたる。また、この地方に住む諸族として「ナビアノイ，パンクサノイ両族、続いてすでにシラケス，アオルソイ両族系の諸族がいる。」とあり、「アオルソイ族はタナイス川（ドン川）流域に住み、シラケス族はアカルデオス川（クバン川）流域に住む。」とあることから、アオルソイは現在のドン川流域に住んでいたことがわかる。

## 歴史

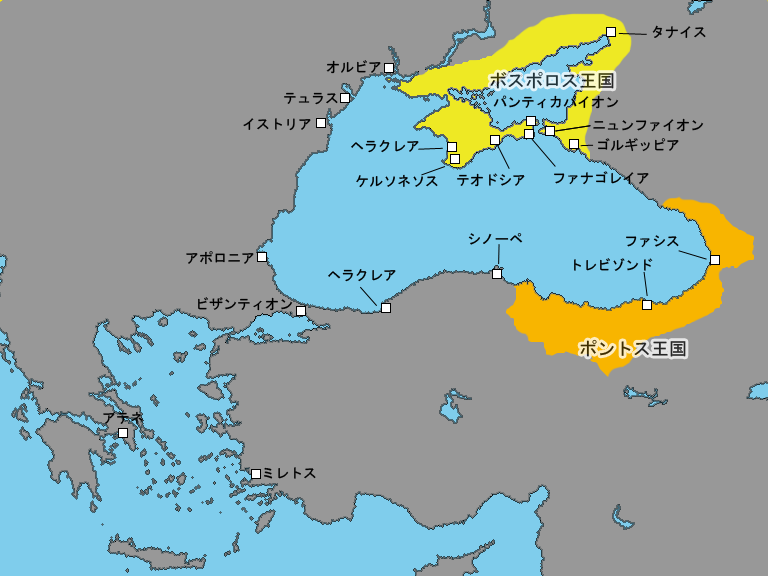
ボスポロス王国の位置。

ポントス・ボスポロス王のパルナケス（在位：紀元前63年 - 紀元前47年）がローマと戦うことになったため、シラケス王のアベアコスは騎兵2万、アオルソイ王のスパディネスは20万、高地アオルソイ族はさらにそれ以上の騎兵を送って従軍させた。
ボスポロス王国のミトリダーテス（在位：41年 - 45年）は王位を弟のコチュスに奪われて以来、各地を彷徨っていたが、ボスポロス王国からローマの将軍ディーディウスとその精兵が撤退し、王国にはコチュス（在位：45年 - 62年）とローマ騎士ユーリウス・アクィラの率いる少数の援軍しか残っていないことを知った。ミトリダーテスは二人の指揮者を見くびって部族を煽動して離反を促し、軍勢を集めてダンダリカ族の王を放逐し、その王国を掌中に収めた。これを聞いたアクィラとコチュスは、自分らだけの手勢に自信が持てなかったため、アオルシー族の強力な支配者であったエウノーネスに使節を送り、同盟条約を結んだ。
両軍は合同して縦隊をつくり、進軍を開始した。前部と後尾はアオルシー族が、中央はローマの援軍とローマ風に装備したボスポロスの部族が固める。こうした隊形で敵を撃退しながら、ダンダリカ王国の首邑ソザに達した。すでにミトリダーテスがこの町を放棄していたため、ローマ軍は予備隊を残して監視することにした。ついでシラキー族の領地に侵入し、パンダ河を渡り、首邑ウスペを包囲した。この町は丘に建てられ、城壁や濠で守られていたが、城壁は石ではなく、柳細工や枝細工を積み重ねたものに土をつめただけのものであったため、突破するのにさほど時間がかからなかった。包囲軍は壁より高い楼を築き、そこから松明や槍を投げ込み、敵を混乱に陥れた。
翌日、ウスペの町は使節を送ってきて「自由民に命を保証してくれ」と嘆願し、奴隷を一万人提供しようとした。ローマ軍はこの申し出を断り、殺戮の号令を下した。ウスペの町民の潰滅は、付近の人々を恐怖のどん底に陥れた。シラキー族の王ゾルシーネスはミトリダーテスの絶体絶命を救ってやろうか、それとも父祖伝来の王位を維持しようかと、長い間考えあぐねた。遂に自分の部族の利益が勝って、人質を提供し、カエサルの像の下にひれ伏した。こうしてローマ軍はタナイス河を出発して以来、三日間の行軍で一滴の血も失わずに勝利を勝ち取ることができた。しかしその帰途、海を帰航していた幾艘かの船が、タウリー族の海岸に打ち上げられ、その蛮族に包囲され、援軍隊長とその兵がたくさん殺された。
ミトリダーテスは自分の軍隊を少しも頼れなくなり、アオルシー族のエウノーネスに依ろうとした。ミトリダーテスは服装も外見も現在の境遇にできるだけ似つかわしく工夫し、エウノーネスの王宮に赴いた。
エウノーネスは盛名をはせたこの人の運命の変わり方と、そして今もなお尊厳を失わぬ哀訴にひどく心を動かされた。そして嘆願者の気持ちを慰め、ローマの恩赦を乞うために、アオルシー族とその王の誠意を択んだことに感謝した。さっそくエウノーネスは使節と次のような文書をカエサルの所へ送った。「ローマの最高司令官らと偉大な民族の王たちの友情は、まず地位の相似から生まれている。予とクラウディウスはその上に勝利を分けあっている。戦争が恩赦で終わる時はいつも、その終結は輝かしい。このようにして、征服されたゾルシーネスはなにも剥奪されなかった。なるほどミトリダーテスはさらに厳しい罰に価する。彼のため権力や王位の復活を願うのではない。ただ彼を凱旋式に引き出したり、斬首で懲らしめたりしないようにと願うだけである。」

## 高地アオルソイ
ストラボンはアオルソイの他に高地アオルソイという部族がいることを記している。
このように高地アオルソイはカスピ海の西岸一帯からカフカース山脈までを領有していたと思われる。

## 奄蔡

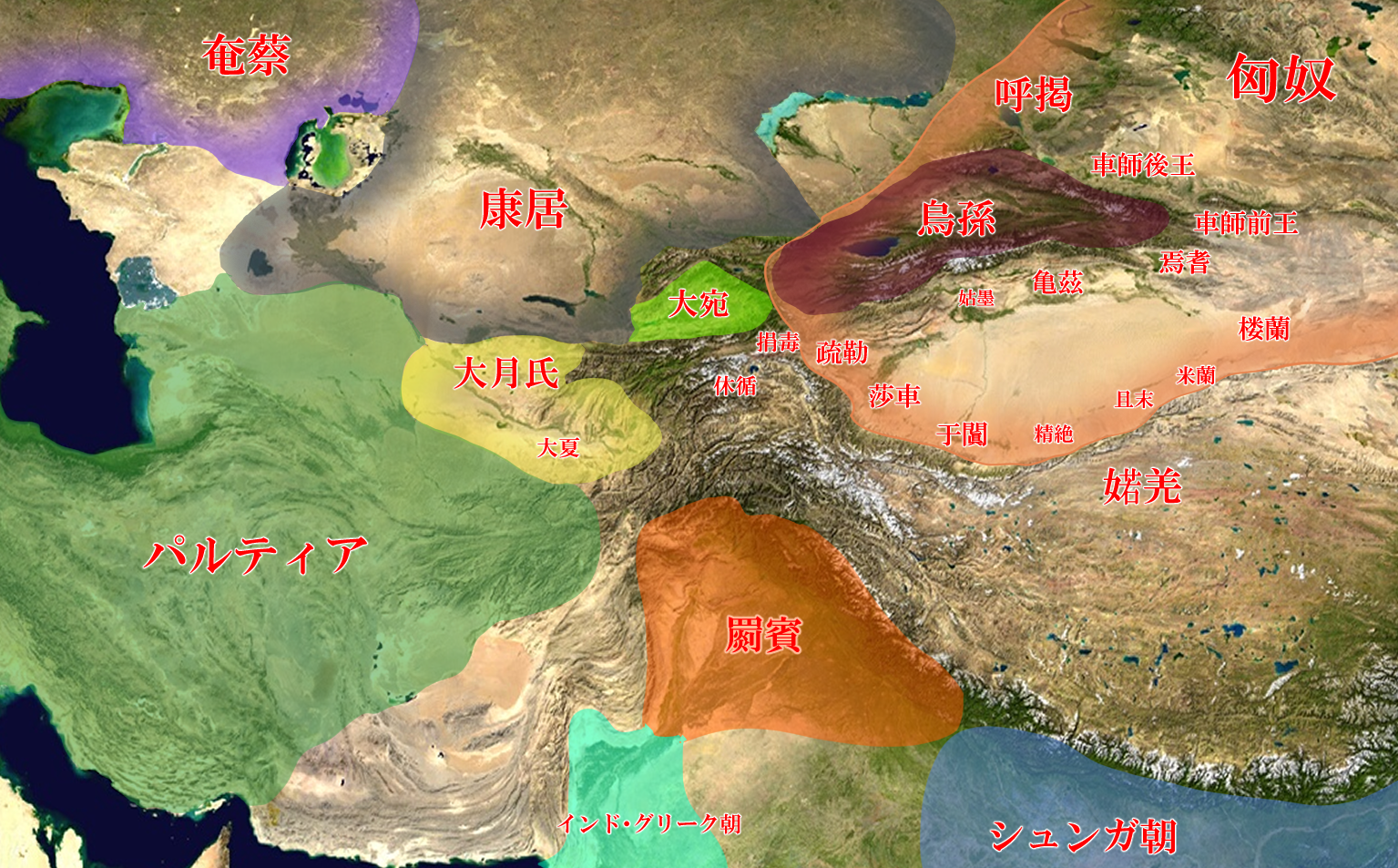
紀元前2世紀頃の中央アジアの地図

奄蔡（えんさい）とは中国史書に出てくる遊牧国家で、アラル海あたりにいたとされる。以下は『史記』大宛列伝および『漢書』西域伝の抜粋。

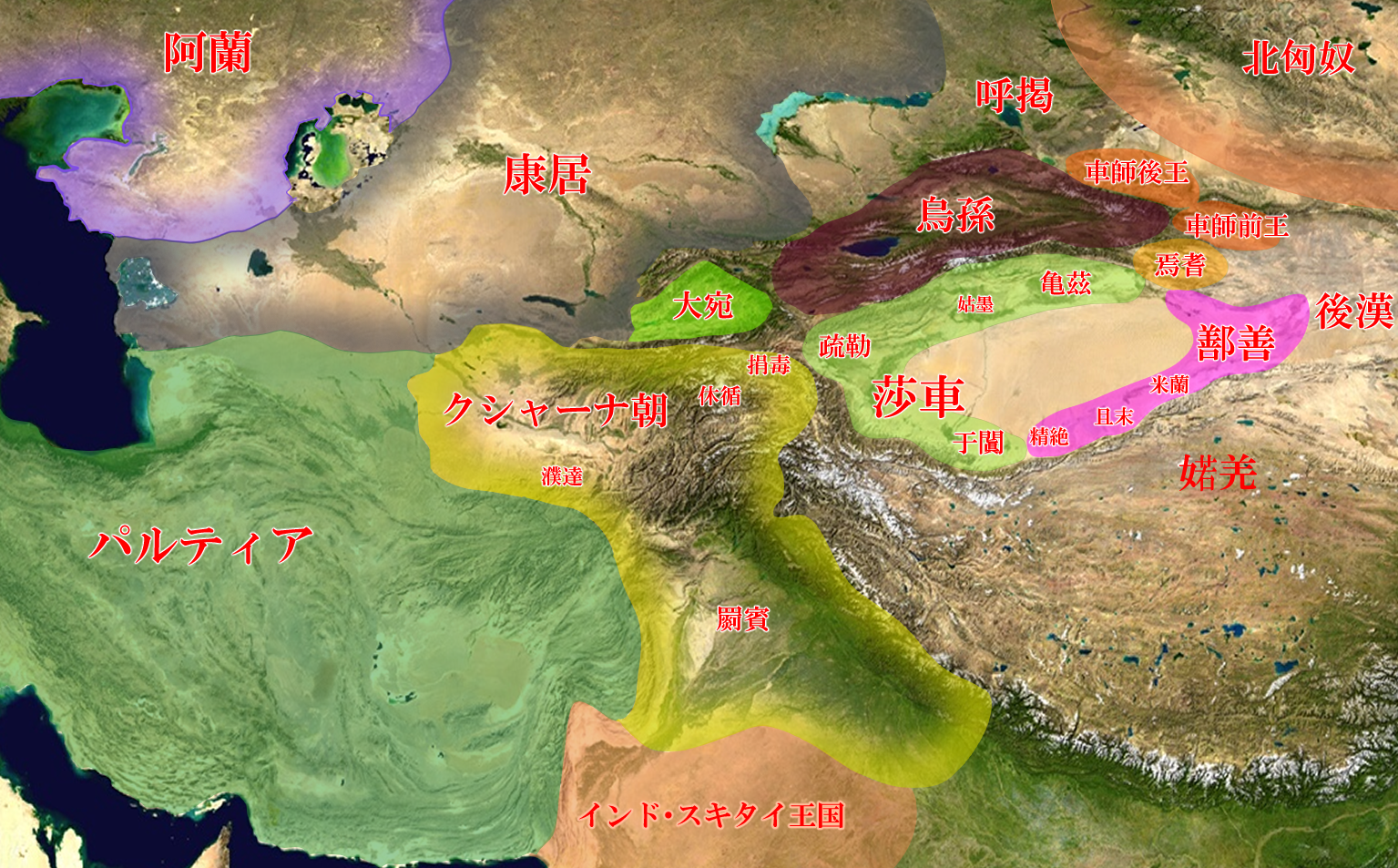
1世紀の中央アジアの地図

ここにある「北海」は現在のカスピ海。また、奄蔡国はのちに阿蘭聊国と改名したらしく、『後漢書』西域伝には
とあり、さらに『三国志』烏丸鮮卑等伝（裴注『魏略』西戎伝）に「奄蔡国一名阿蘭」とあることから、のちのアラン人と同じ。

## 参考資料
- ストラボン（訳：飯尾都人）『ギリシア・ローマ世界地誌II』（龍溪書舎、1994年、ISBN 4844783777）
- 『史記』（大宛列伝）
- 『漢書』（西域伝）
- 『後漢書』（西域伝）
- 『三国志』（裴注『魏略』西戎伝）
- 護雅夫・岡田英弘『民族の世界史4 中央ユーラシアの世界』（山川出版社、1990年、ISBN 4634440407）
- 國原吉之助訳『世界古典文学全集22　タキトゥス』（筑摩書房、1965年）